# Hermann Cremer
Hermann Cremer (Unna, 18 ottobre 1834 – Greifswald, 4 ottobre 1903) è stato un teologo tedesco appartenente alla chiesa luterana.
Insegnante presso l'università di Greifswald, si distinse per l'atteggiamento conservatore in opposizione alla corrente liberale del luteranesimo.
Le sue opere più importanti sono Die paulinische Reechtfertingungslehre in Zuusammenhang ihrer geschichtl. Voraustzungen del 1899, Wesen des Christentums del 1902.